# Blatná na Ostrove
Blatná na Ostrove – wieś (obec) na Słowacji, w kraju trnawskim, w powiecie Dunajská Streda.

## Położenie
Miejscowość położona jest na Nizinie Naddunajskiej. Leży ok. 10 km na zachód od powiatowej Dunajskiej Stredy, w zachodniej części Wyspy Żytniej, znajdującej się pomiędzy korytami Dunaju i Małego Dunaju. Przez wieś biegnie droga nr 63 z Bratysławy do Dunajskiej Stredy, a od północy omija ją biegnąca równolegle Droga ekspresowa R7.